# Priapella
Priapella és un gènere de peixos de la família dels pecílids i de l'ordre dels ciprinodontiformes.

## Taxonomia
- Priapella bonita (Meek, 1904) †
- Priapella chamulae (Schartl, Manfred, Meyer & Wilde, 2006)
- Priapella compressa (Alvarez, 1948)
- Priapella intermedia (Alvarez & Carranza, 1952)
- Priapella olmecae (Meyer & Espinosa Pérez, 1990)[1][2][3][4][5]